# شهید
شهید کسی است که برای هواداری، نپذیرفتن و زهد، آزار و شکنجه می‌بیند و می‌میرد تا از باوری پشتیبانی کند یا خواستهٔ گروهی بیرونی را برآورد. مفهوم شهادت در برخی ادیان از جمله اسلام، مسیحیت، بهائیت، هندوئیسم، آیین سیک و یهودیت وجود دارد. اگرچه دین شیطان‌گرایی به مفهوم شهادت باور ندارد. مفهوم شهادت با وجود ریشه‌های مذهبی، مفهومی سیاسی نیز یافته‌است؛ برای نمونه، افرادی مثل مارتین لوتر کینگ و مالکوم ایکس نیز در این دسته قرار گرفته‌اند.

## در ادیان

### اسلام
تعریف شهادت در متون اسلامی گوناگون به‌معنای کشته شدن در راه الله است. در اسلام شهید به کسی گفته می‌شود که جان خود را در راه خدا فدا کند. طبق احکام اسلام کسی که به شهادت رسیده نیاز به غسل و کفن ندارد شهید لفظی عربی و صیغه مبالغه از ریشهٔ «شَهَدَ» و نام مصدر «شهادَه» به‌معنای شاهد و حاضر بودن و گواهی دادن است. صیغهٔ مبالغه بر این دلالت دارد که عملِ گواه بودن از آن فرد زیاد صادر می‌شود. حدیثی از پیامبر اسلام محمد بیان می‌دارد:
«الشُّهَداءُ خَمسَةٌ: المَطعُونُ، و المَبطونُ، و الغَرِقُ، و صاحِبُ الهَدْمِ، و الشَّهیدُ فی سَبیلِ اللّهِ عَزَّ و جلَّ.»

شهیدان پنج دسته‌اند: طاعون‌زده، بیمار مبتلا به اسهال، غرق‌شده، قربانی آوار و مجاهد.— صحیح مسلم، نشرِ دارالمعرفه، ص ۹۰۷.
در دستهٔ پنجم، نخستین زن شهید در اسلام سمیه بنت خیاط شمرده می‌شود. سپس حمزة بن عبدالمطلب و حسین بن علی به سَیَّد الشُهداء لقب گرفته‌اند.
قرآن در آیات ۱۷۵ تا ۱۶۹ سوره آل عمران به مقام شهیدان می‌پردازد:
«وَ لا تحْسبنَّ الَّذِینَ قُتِلُوا فی سبِیلِ اللَّهِ أَمْوَاتَا بَلْ أَحْیَاءٌ عِندَ رَبِّهِمْ یُرْزَقُونَ(۱۶۹) فَرِحِینَ بِمَا ءَاتَاهُمُ اللَّهُ مِن فَضلِهِ وَ یَستَبْشرُونَ بِالَّذِینَ لَمْ یَلْحَقُوا بهِم مِّنْ خَلْفِهِمْ أَلا خَوْفٌ عَلَیهِمْ وَ لا هُمْ یَحْزَنُونَ(۱۷۰) یَستَبْشرُونَ بِنِعْمَةٍ مِّنَ اللَّهِ وَ فَضلٍ وَ أَنَّ اللَّهَ لا یُضِیعُ أَجْرَ الْمُؤْمِنِینَ(۱۷۱)»

«البته مپندار که شهیدان راه خدا مرده‌اند بلکه زنده به حیات ابدی شدند و در نزد خدا متنعم خواهند بود.(۱۶۹) آنان به فضل و رحمتی که از خداوند نصیبشان گردیده شادمان‌اند و به آن مؤمنان که هنوز به آنها نپیوسته‌اند و بعداً در پی آنها به راه آخرت خواهند شتافت مژده دهند که از مردن هیچ نترسند و از فوت متاع دنیا هیچ غم مخورند.(۱۷۰) و آنها را بشارت به نعمت و فضل خدا دهند و اینکه خداوند اجر اهل ایمان را هرگز ضایع نگرداند.(۱۷۱)»

### آئین بهائیت
بهاءالله بنیان‌گذار آئین بهائی کسانی که در راه ایمانشان کشته می‌شوند را می‌ستاید ولی به پیروان خود سفارش می‌کند که شهادت طلبی نکنند و به جای آن زندگی خود را وقف خدمت به بشریت نمایند. عبدالبهاء، پسر بهاءالله و مفسر رسمی آثار او، توضیح می‌دهد که متعالی‌ترین شکل شهادت آن است که انسان در راه خدا عمر خود را وقفِ خدمت به نوع بشر نماید. تاریخ آیین بهائی شهدای بسیاری دارد. آیین بهائی از بستر آئینی مستقل، به نام آیین بابی به‌وجود آمد، دینی که بهائیان آن را بخشی از تاریخ خود می‌دانند. هزاران بابی به تحریک و تکفیر روحانیون ایرانی توسط حکومت قاجار کشته شدند. بعلاوه، خود باب، بنیانگذار آیین بابی، در سال ۱۸۵۰ در ملأ عام تیرباران شد. بهائیان بابیانی که در راه ایمان خود کشته شده‌اند را شهید می‌دانند و روز اعدام باب (شهادت باب) را گرامی می‌دارند. بعد از انقلاب ایران بیش از دویست بهائی به دلیل عقاید دینی خود کشته شدند.

## شهادت در جمهوری اسلامی ایران
شهادت منحصر به دوران معاصر نیست و تاریخی به درازای تاریخ ایران دارد. پس از انقلاب ۱۳۵۷ با تبلیغات گسترده حکومت شهادت تنها به کشته شدگان جنگ و ندرتاً انقلابیون خاص اطلاق شد. همین عملکرد در دوران شاه نیز وجود داشت که به جانباختگان مدافع نظام اهمیت بیشتری داده می‌شد. پارک رضوان در خیابان کمیل تهران هنوز در میان مردم به نام پارک بابائیان (نامی به جامانده از دوران شاه) شناخته می‌شود.
شهید و فرهنگ شهادت یکی از مفاهیمی بود که در پی انقلاب ۱۳۵۷ با مفهومی نو مجدداً در فضای فرهنگی، سیاسی، اجتماعی و هنری ایران شکل گرفت. در ادامه و با آغاز جنگ این مفهوم برای توصیف کشته‌شدگان ایرانی در جنگ ایران و عراق به کار رفت. از اواسط دهه ۱۳۶۰ مفهوم شهادت به دلیل نیاز حکومت برای ایجاد پایگاه اجتماعی از یک مفهوم اجتماعی به یک مفهوم سیاسی تبدیل شد.
از تبعات این مفهوم سیاسی شهادت، تقسیم شهدا به شهید خودی و غیرخودی بود. از جمله این تقسیم‌بندی‌ها می‌توان به شهدا در شهرهای مرزی که با حکومت مرکزی در حال مخاصمه بودند اشاره کرد که طبق این تعریف ذیل مفهوم شهید دسته‌بندی نمی‌شوند؛ مثلاً تمام آسیب دیدگان بمباران سردشت تحت پوشش بنیاد بنیاد شهید و امور ایثارگران قرار نگرفتند.
همین‌طور آتش نشانان که در حادثه ساختمان پلاسکو کشته شدند، هیچ‌گاه شهید خطاب نشدند، خانواده‌های ایشان خانواده شهدا خطاب نشدند و از مزایای خانواده‌های شهید بهره‌مند نشدند. در ایران واژه شهید بعد از انقلاب نمود بیشتری پیدا کرد و به کسانی که در طول انقلاب کشته شدند تا کشته‌شدگان عملیات درگیری با اشرار و قاچاقچیان در شرق کشور عنوان شهید داده می‌شود. تعداد این افراد بیش از ۲۲۰ هزار نفر می‌باشد. مطابق قانون بنیاد شهید در ایران تمام افرادی که در جنگ ایران و عراق به دست دشمنان جمهوری اسلامی، چه مستقیم چه غیر مستقیم (مثل مین) حتی اگر قصد درگیری نداشته باشند، کشته می‌شوند یا فوت می‌کنند شهید هستند. همین‌طور کارکنان عضو نیروهای مسلح و وزارت اطلاعات در یک رده بوده و اگر درحین خدمت بوده یا در حال مأموریت یا در حال آموزش به هر نحوی که کشته شوند شهید هستند، افراد این دو گروه اگر در هنگام اسارت هم چنان به آرمان‌های انقلاب اسلامی پایبند باشند و کشته شوند شهید هستند. طبق این قوانین محافظان شخصیتها و اماکن و اعضای گارد امنیت پرواز که در حال مأموریت توسط ضدانقلاب کشته می‌شوند هم شهید محسوب می‌شوند؛ و همین‌طور موارد زیر:
1. کارکنان نیروی مقاومت بسیج و نیروی انتظامی که براساس قانون حمایت قضایی از بسیج هنگام برخورد با جرایم مشهود در حین انجام وظیفه کشته می‌شوند.
2. افرادی که به تشخیص دادگاه صلاحیتدار در حال انجام فریضه امر به معروف و نهی از منکر توسط مرتکبان جرایم مشهود کشته می‌شوند.
3. افرادی که به سبب مأموریت در حال خنثی سازی مواد منفجره، شیمیایی و سایر سلاحهای جنگی و پاکسازی میدان مین کشته می‌شوند.
4. مجروحان و جانبازانی که براساس نظریه کمیسیون پزشکی ذی‌ربط فوت آن‌ها به سبب جراحات و صدمات ناشی از مجروحیت تشخیص داده شود
5. کلیه افرادی که مقام رهبری آن‌ها را در فرمان خاص مصداق شهید تلقی نمایند.

مصادیق عملی در حکم شهید عبارتند از:
1. رزمندگانی که در زمان جنگ داخل مناطق عملیاتی بر اثر سوانح طبیعی یا غیرطبیعی بدون سهل انگاری و تقصیر یا عدول از مقررات فوت می‌کنند.
2. کارکنان نیروهای مسلح و وزارت دفاع و پشتیبانی نیروهای مسلح که در حال مأموریت آزمایش یا تولید سلاح، مهمات و وسایل جنگی کشته می‌شوند.
3. مهاجران جنگی و کسانی که در مناطق جنگی به علت برخورد با مواد منفجره از قبیل نارنجک، مین، گلوله توپ و نظایر آن کشته می‌شوند.
4. افرادی که در دفاع از نظام جمهوری اسلامی ایران یا اموال عمومی یا منابع طبیعی در مقابله با دشمنان نظام، اشرار یا متجاوزان کشته می‌شوند.
5. افرادی که به سبب مأموریتهای محوله در پاسداری و حفاظت از مراکزی که نیروهای مسلح بر اساس مقررات یا مصوبات خاص شورای عالی امنیت ملی، شورای امنیت کشور یا شورای تأمین استان موظف به حراست از آن مراکز هستند، مورد هجوم دشمن یا اشرار واقع و در اثر مقاومت و درگیری با آن‌ها کشته می‌شوند.[۲۰]

- نمایی از گلستان شهدا نجف آباد: